# محيدش
محيدش هي إحدى القرى اللبنانية من قرى قضاء راشيا في محافظة البقاع.